# Вільчиська (Люблінське воєводство)
Вільчиська (пол. Wilczyska) — село в Польщі, у гміні Воля-Мисловська Луківського повіту Люблінського воєводства.
Населення — 354 особи (2011).
У 1975-1998 роках село належало до Седлецького воєводства.

## Демографія
Демографічна структура станом на 31 березня 2011 року:
|          | Загалом | Допрацездатний вік | Працездатний вік | Постпрацездатний вік |
| -------- | ------- | ------------------ | ---------------- | -------------------- |
| Чоловіки | 196     | 46                 | 116              | 34                   |
| Жінки    | 158     | 25                 | 92               | 41                   |
| Разом    | 354     | 71                 | 208              | 75                   |